# Temporada 2000-01 de los Miami Heat
La temporada 2000-2001 fue la decimotercera de los Miami Heat en la NBA. La temporada regular acabó con 50 victorias y 32 derrotas, ocupando el tercer puesto de la conferencia Este, clasificándose para los playoffs, en los que cayeron en primera ronda ante los Charlotte Hornets.

## Elecciones en elDraft
| Ronda | Puesto | Jugador      | Posición | Nacionalidad   | Universidad     |
| ----- | ------ | ------------ | -------- | -------------- | --------------- |
| 2     | 37     | Eddie House  | Base     | Estados Unidos | Arizona State   |
| 2     | 52     | Ernest Brown | Pívot    | Estados Unidos | Indian Hills CC |

## Temporada regular
| División Atlántico   | División Atlántico | División Atlántico | División Atlántico | División Atlántico | División Atlántico | División Atlántico | División Atlántico | División Atlántico |
| Equipo               | G                  | P                  | %                  | PD                 | Casa               | Fuera              | Div                |                    |
| -------------------- | ------------------ | ------------------ | ------------------ | ------------------ | ------------------ | ------------------ | ------------------ | ------------------ |
| y-Philadelphia 76ers | 56                 | 26                 | .683               | –                  | 29–12              | 27–14              | 18–6               |                    |
| x-Miami Heat         | 50                 | 32                 | .610               | 6                  | 29–12              | 21–20              | 15–10              |                    |
| x-New York Knicks    | 48                 | 34                 | .585               | 8                  | 30–11              | 18–23              | 16–9               |                    |
| x-Orlando Magic      | 43                 | 39                 | .524               | 13                 | 26–15              | 17–24              | 14–10              |                    |
| e-Boston Celtics     | 36                 | 46                 | .439               | 20                 | 20–21              | 16–25              | 11–13              |                    |
| e-New Jersey Nets    | 26                 | 56                 | .317               | 30                 | 18–23              | 8–33               | 8–16               |                    |
| e-Washington Wizards | 19                 | 63                 | .232               | 37                 | 12–29              | 7–34               | 3–21               |                    |

## Playoffs

### Primera ronda
Miami Heat  vs. Charlotte Hornets
| Fecha       | Partido                               | Ciudad    |
| ----------- | ------------------------------------- | --------- |
| 21 de abril | Miami Heat 80, Charlotte Hornets 106  | Miami     |
| 23 de abril | Miami Heat 76, Charlotte Hornets 102  | Miami     |
| 27 de abril | Charlotte Hornets 94, Miami Heat 79   | Charlotte |
|             | Charlotte Hornets gana las series 3-0 |           |

## Estadísticas

### Temporada regular
| Jugador          | POS | PJ | PT | MJ    | REB | AST | ROB | TAP | PTS   | MPP  | RPP | APP | ROB | TPP | PPp  |
| ---------------- | --- | -- | -- | ----- | --- | --- | --- | --- | ----- | ---- | --- | --- | --- | --- | ---- |
| Brian Grant      | C   | 82 | 79 | 2,771 | 718 | 101 | 60  | 71  | 1,250 | 33.8 | 8.8 | 1.2 | .7  | .9  | 15.2 |
| Bruce Bowen      | SF  | 82 | 72 | 2,685 | 245 | 132 | 83  | 53  | 623   | 32.7 | 3.0 | 1.6 | 1.0 | .6  | 7.6  |
| A.C. Green       | PF  | 82 | 1  | 1,411 | 313 | 39  | 30  | 8   | 367   | 17.2 | 3.8 | .5  | .4  | .1  | 4.5  |
| Anthony Mason    | PF  | 80 | 80 | 3,254 | 770 | 248 | 80  | 25  | 1,290 | 40.7 | 9.6 | 3.1 | 1.0 | .3  | 16.1 |
| Tim Hardaway     | PG  | 77 | 77 | 2,613 | 204 | 483 | 90  | 6   | 1,150 | 33.9 | 2.6 | 6.3 | 1.2 | .1  | 14.9 |
| Anthony Carter   | PG  | 72 | 6  | 1,630 | 180 | 268 | 73  | 10  | 461   | 22.6 | 2.5 | 3.7 | 1.0 | .1  | 6.4  |
| Eddie Jones      | SG  | 63 | 58 | 2,282 | 292 | 171 | 110 | 58  | 1,094 | 36.2 | 4.6 | 2.7 | 1.7 | .9  | 17.4 |
| Dan Majerle      | SG  | 53 | 19 | 1,306 | 166 | 88  | 53  | 15  | 267   | 24.6 | 3.1 | 1.7 | 1.0 | .3  | 5.0  |
| Eddie House      | PG  | 50 | 0  | 550   | 42  | 52  | 13  | 0   | 251   | 11.0 | .8  | 1.0 | .3  | .0  | 5.0  |
| Duane Causwell   | C   | 31 | 14 | 384   | 83  | 5   | 8   | 18  | 76    | 12.4 | 2.7 | .2  | .3  | .6  | 2.5  |
| Cedric Ceballos† | SF  | 27 | 0  | 393   | 80  | 13  | 10  | 4   | 186   | 14.6 | 3.0 | .5  | .4  | .1  | 6.9  |
| Alonzo Mourning  | C   | 13 | 3  | 306   | 101 | 12  | 4   | 31  | 177   | 23.5 | 7.8 | .9  | .3  | 2.4 | 13.6 |
| Todd Fuller      | C   | 10 | 0  | 77    | 18  | 1   | 3   | 2   | 28    | 7.7  | 1.8 | .1  | .3  | .2  | 2.8  |
| Don MacLean      | SF  | 8  | 1  | 76    | 18  | 4   | 5   | 1   | 31    | 9.5  | 2.3 | .5  | .6  | .1  | 3.9  |
| Ricky Davis      | SG  | 7  | 0  | 70    | 7   | 11  | 5   | 2   | 32    | 10.0 | 1.0 | 1.6 | .7  | .3  | 4.6  |
| Jamal Robinson   | SF  | 6  | 0  | 72    | 11  | 2   | 6   | 0   | 6     | 12.0 | 1.8 | .3  | 1.0 | .0  | 1.0  |

- † Indica jugador que perteneció a más de una plantilla durante la temporada. Las estadísticas solo reflejan su paso por los Heat.

### Playoffs
| Jugador         | POS | PJ | PT | MJ  | REB | AST | ROB | TAP | PTS | MPP  | RPP | APP | ROB | TPP | PPp  |
| --------------- | --- | -- | -- | --- | --- | --- | --- | --- | --- | ---- | --- | --- | --- | --- | ---- |
| Eddie Jones     | SG  | 3  | 3  | 108 | 18  | 7   | 3   | 1   | 57  | 36.0 | 6.0 | 2.3 | 1.0 | .3  | 19.0 |
| Anthony Mason   | PF  | 3  | 3  | 98  | 9   | 4   | 1   | 0   | 16  | 32.7 | 3.0 | 1.3 | .3  | .0  | 5.3  |
| Alonzo Mourning | C   | 3  | 3  | 91  | 16  | 3   | 0   | 5   | 35  | 30.3 | 5.3 | 1.0 | .0  | 1.7 | 11.7 |
| Bruce Bowen     | SF  | 3  | 3  | 58  | 2   | 2   | 2   | 2   | 12  | 19.3 | .7  | .7  | .7  | .7  | 4.0  |
| Anthony Carter  | PG  | 3  | 1  | 69  | 6   | 11  | 2   | 1   | 18  | 23.0 | 2.0 | 3.7 | .7  | .3  | 6.0  |
| Brian Grant     | C   | 3  | 0  | 84  | 24  | 1   | 0   | 5   | 30  | 28.0 | 8.0 | .3  | .0  | 1.7 | 10.0 |
| Dan Majerle     | SG  | 3  | 0  | 71  | 10  | 5   | 3   | 0   | 16  | 23.7 | 3.3 | 1.7 | 1.0 | .0  | 5.3  |
| Eddie House     | PG  | 3  | 0  | 64  | 5   | 5   | 3   | 1   | 38  | 21.3 | 1.7 | 1.7 | 1.0 | .3  | 12.7 |
| A.C. Green      | PF  | 3  | 0  | 21  | 4   | 2   | 1   | 0   | 3   | 7.0  | 1.3 | .7  | .3  | .0  | 1.0  |
| Cedric Ceballos | SF  | 3  | 0  | 15  | 6   | 1   | 0   | 0   | 5   | 5.0  | 2.0 | .3  | .0  | .0  | 1.7  |
| Tim Hardaway    | PG  | 2  | 2  | 36  | 2   | 9   | 0   | 0   | 5   | 18.0 | 1.0 | 4.5 | .0  | .0  | 2.5  |
| Duane Causwell  | C   | 1  | 0  | 5   | 3   | 0   | 0   | 0   | 0   | 5.0  | 3.0 | .0  | .0  | .0  | .0   |

## Galardones y récords
| Jugador         | Galardón                               |
| Bruce Bowen     | 2.º Mejor quinteto defensivo de la NBA |
| Alonzo Mourning | All-Star                               |
| Anthony Mason   | All-Star                               |